# John Crichton-Stuart (4e marquis de Bute)
John Crichton-Stuart, 4e marquis de Bute, (20 juin 1881 - 25 avril 1947), est un pair écossais.

## Biographie
Lord Bute est né à Chiswick House à Chiswick, Londres. Il est le fils de John Crichton-Stuart (3e marquis de Bute) et de Gwendolen Fitzalan-Howard, fille d'Edward Fitzalan-Howard (1er baron Howard de Glossop) et petite-fille de Henry Howard (13e duc de Norfolk).
Il fait ses études à la Harrow School et succède à son père comme marquis de Bute en octobre 1900, alors qu'il a dix-neuf ans. Au début de 1902, il est en tournée en Extrême-Orient. En atteignant sa majorité en juin 1902, il reçoit la citoyenneté honorifique du bourg de Rothesay et plus tard le même mois prête serment et prend son siège à la Chambre des lords.
Le 4e marquis, comme son père, est passionné d'architecture et est chargé de restaurer le château de Caerphilly dans le sud du Pays de Galles. En 1936, il publie une brochure intitulée « A Plea for Scotland's Architectural Heritage », qui plaide en faveur de la préservation des petites habitations des bourgs écossais et préconise la remise en état des logements traditionnels de la classe ouvrière, plutôt que leur démolition massive. Il devient « l'homme qui a vendu une ville » quand, en 1938, il cède le domaine restant de la famille Bute à Cardiff.

## Famille
Le 6 juillet 1905, le jeune Lord Bute épouse Augusta Bellingham, fille de Henry Bellingham (4e baronnet), et de Catherine Noel. Le mariage somptueux, à Castle Bellingham dans le comté de Louth, en Irlande, est suivi d'une fête à Mount Stuart House en Écosse. Une société cinématographique est employée pour filmer l'événement, l'un des premiers exemples de classes aristocratiques réalisant un film privé.
Ils ont sept enfants :
- Mary Crichton-Stuart (8 mai 1906 – 1980) ; épouse Edward Walker.
- John Crichton-Stuart (5e marquis de Bute) (4 août 1907 - 14 août 1956)
- Jean Crichton-Stuart (28 octobre 1908 - 23 octobre 1995) ; mariée au lieutenant-commandant James Bertie et a deux fils. Son fils aîné est Andrew Bertie, prince et grand maître de l'ordre souverain de Malte de 1988 jusqu'à sa mort en 2008.
- Robert Crichton-Stuart (12 décembre 1909 - 26 juin 1976) ; épouse Janet Egida Montgomerie (1911-1999), fille d'Archibald Montgomerie (16e comte d'Eglinton).
- David Crichton-Stuart (8 février 1911 - 3 mars 1970) ; marié à Ursula Packe.
- Patrick Crichton-Stuart (1er février 1913 - 5 février 1956); épouse Jane von Bahr.
- Rhidian Crichton-Stuart (4 juin 1917 - 25 juin 1969) ; marié à Selina van Wijk.